# Rumänische Eishockeyliga 1964/65
Die Saison 1964/65 war die 35. Spielzeit der rumänischen Eishockeyliga, der höchsten rumänischen Eishockeyspielklasse. Meister wurde zum insgesamt neunten Mal in der Vereinsgeschichte Steaua Bukarest.

## Hauptrunde

### Tabelle
|    | Klub                      |
| -- | ------------------------- |
| 1. | Steaua Bukarest           |
| 2. | Voința Miercurea Ciuc     |
| 3. | Știința Bukarest          |
| 4. | Știința Cluj              |
| 5. | Dinamo Bukarest           |
| 6. | Târnava Odorheiu Secuiesc |

Sp = Spiele, S = Siege, U = Unentschieden, N = Niederlagen